# Piesau
Piesau – dzielnica miasta Neuhaus am Rennweg w Niemczech, w kraju związkowym Turyngia, w powiecie Sonneberg. Do 31 grudnia 2018 jako samodzielna gmina wchodziła w skład wspólnoty administracyjnej Lichtetal am Rennsteig w powiecie Saalfeld-Rudolstadt.